# Lista personalităților din Montreal
Lista personalităților din Montreal, cuprinde personalități marcante care s-au născut în Montreal, Canada.

## A
- Ramzi Abid (n. 1980), jucător de hochei
- Jasey-Jay Anson (n. 1975), Snowboar
- Violet Archer (1913–2000), compozitor
- Donald Alarie (n. 1945), autor
- Montagu Allan (1860–1951), bancher și Ree
- Sidney Altman (n. 1939), fizician și chimist
- Chico Alvarez (1920–1992), muzician
- Lucio Amanti (n. 1977), muzician
- Shawn Anson (n. 1968), jucător de hochei
- René Angélil (1942–2016), cântăreț și manager
- Joel Anthony (n. 1982), baschetbalist
- Louise Arbour (n. 1947), judecător și UN-comisar
- André Asselin (n. 1923), pianist și compozitor
- Félix Auger-Aliassime (n. 2000), jucător de tenis

## B
- Obie Baizley (1917–2000), politician
- Lanny Barbie (n. 1981), actor porno
- Jonathan Beaulieu-Bourgault (n. 1988), fotbalist
- Charles Grant Beauregard (1856–1919), pictor
- Christophe Beck (n. 1972), compozitor
- Lynda Bellingham (n. 1948), actor
- Alan Belkin (n. 1951), compozitor și organist
- Saul Bellow (1915–2005), scriitor
- Chris Benoit (1967–2007), wrestler
- Eric Berne (1910–1970), medic și psihiatru
- Patrice Bernier (n. 1979), fotbalist
- Bob Berry (n. 1943), jucător de hochei
- Jacques Berthelet (n. 1934), episcop
- Stewart Bick, actor
- Alexandre Bilodeau (n. 1987), schior
- Conrad Black (n. 1944), editor
- Dan Blackburn (n. 1983), jucător de hochei
- Michael Blake (n. 1964), muzician
- Paul Bley (n. 1932), pianist
- George Bloomfield (n. 1930), regizor
- Lothaire Bluteau (n. 1957), actor
- André Boisclair (n. 1966), politician
- Andrew Borodow (n. 1969), sportiv
- Mike Bossy (n. 1957), jucător de hochei
- Butch Bouchard (n. 1920), jucător de hochei
- Charles-Eugène Boucher de Boucherville (1822–1915), politician
- Walter Boudreau (n. 1947), compozitor
- Jacques Bougie (n. 1947), manager
- Yassine Bounou (n. 1991), fotbalist marocan;
- Jonathan Bourgault (n. 1988), fotbalist
- Ray Bourque (n. 1960), jucător de hochei
- Dany Bousquet (n. 1973), jucător de hochei
- Pierre Charles Bouvier (n. 1979), cântăreț
- Dubbie Bowie (n. 1980), jucător de hochei
- Scotty Bowman (n. 1933), antrenor
- Stan Bowman (n. 1973), funcționar la sport
- Henry Brant (1913–2008), compozitor
- Gilles Brassard (n. 1955), fizician
- Michel Brault (n. 1928), fotograf și regizor
- Adam Braz (n. 1981), fotbalist
- Patrice Brisebois (n. 1971), jucător de hochei
- Denis Brodeur (n. 1930), jucător de hochei și fotograf
- Martin Brodeur (n. 1972), portar de hochei
- Charles Rosner Bronfman (n. 1931), om de afaceri
- Norman Brooks (1928–2006), cântăreț
- Alexan Brott (1915–2005), compozitor
- Chester Brown (n. 1960), caricaturist
- Victor Alexan Bruce (1849–1917), regent Indien
- Geneviève Bujold (n. 1942), actor
- Pat Burns (1952–2010), antrenor
- Pascale Bussières (n. 1968), actor

## C
- Geneviève Cadieux (n. 1955), fotograf
- Phil Carmen (n. 1953), muzician
- Gerald Emmett Carter (1912–2003), arhiepiscop
- Thérèse Casgrain (1896–1981), politician
- Maggie Castle (n. 1983), actriță
- Lorne Chabot (1900–1985), jucător de hochei
- Gregory Errol Chamitoff (n. 1962), astronaut
- Claude Champagne (1891–1965), compozitor
- Eugène Chartier (1861–1932), vilonist și dirijor
- Emmanuelle Chriqui (n. 1977), actor
- Terri Clark (n. 1968), cântăreț
- Odie Cleghorn (1891–1956), jucător de hochei
- Sprague Cleghorn (1890–1956), jucător de hochei
- Alexandre-M. Clerk (1861–1932), compozitor și dirijor
- Gerald A. Cohen (1941–2009), profesor universitar
- Leonard Cohen (n. 1934), scriitor, compozitor și cântăreț
- Marvin Cohen (n. 1935), fizician
- Maxime Collin (n. 1979), actor
- Alexis Contant (1858–1918), compozitor și organist
- Henry Corden (1920–2005), actor
- Daniel Corso (n. 1978), jucător de hochei
- Gil Courtemanche (n. 1962), jurnalist și autor
- Ed Courtenay (n. 1968), jucător de hochei
- Jacob Dolson Cox (1828–1900), politician
- Robert Crosbie (1849–1919), teolog
- Marie-Josée Croze (n. 1970), actor
- Pierre Curzi (n. 1946), actor

## D
- Alexandre Daigle (n. 1975), jucător de hochei
- Jean-Jacques Daigneault (n. 1965), jucător de hochei
- Vincent Damphousse (n. 1967), jucător de hochei
- Mathieu Darche (n. 1976), jucător de hochei
- Pierre David (n. 1944), producător de film
- Éric Dazé (n. 1975), jucător de hochei
- Maurice Dela (1919–1978), compozitor și organist
- Isabelle Delorme (1900–1991), muzician și compozitor
- Jacques Demers (n. 1944), antrenor
- Marc Denis (n. 1977), jucător de hochei
- Émilie Desforges (n. 1983), schior
- Alexandre patie (n. 1985), Wassersp.sportiv
- James marais (n. 1979), jucător de hochei
- Lorraine marais (n. 1956), pianist, compozitor și profesor
- David Phillippe rosiers (n. 1980), muzician și basist Band Simple Plan
- William deVry (n. 1968), actor
- Colleen Dewhurst (1924–1991), actor
- Caroline Dhavernas (n. 1978), actor
- Xavier Dolan (n. 1989), actor, regizor, scenarist și producător
- Samuel Dolin (1917–2002), compozitor și muzician
- Bobby Dollas (n. 1965), jucător de hochei
- Michel Donato (n. 1942), Jazz-basist și pianist
- Benoît Doucet (n. 1963), jucător de hochei
- Julie Doucet (n. 1965), caricaturist
- Jean Drapeau (1916–1999), primar Montreal
- Marie-France Dubreuil (n. 1974), patinator
- Gilles Duceppe (n. 1947), politician
- Marvin Duchow (1914–1979), compozitor și muzician
- Louis Dudek (1918–2001), poet
- Christian Duguay (n. 1957), regizor
- Jean-Pierre Dumont (n. 1978), jucător de hochei
- Normand Dupont (n. 1957), jucător de hochei
- Raoul Duquette (1879–1962), celist și muzician
- Joseph-Daniel Dussault (1864–1921), organist și muzician

## E
- John Emery (n. 1932), sportiv
- Victor Emery (n. 1933), sportiv
- Anke Engelke (n. 1965), Komikerin și actor
- Angelo Esposito (n. 1989), jucător de hochei

## F
- Pierre Falardeau (1946–2009), regizor
- Mylène Farmer (n. 1961), cântăreață și artistă
- Colin Ferguson (n. 1972), actor
- Maynard Ferguson (1928–2006), trompetist și hornist
- Jennifer Finnigan (n. 1979), actor
- Stéphane Fiset (n. 1970), jucător de hochei
- Louise Fréchette (n. 1946), politician și diplomat
- Sylvie Fréchette (n. 1967), înotător
- Clara Furse (n. 1957), manager

## G
- Armand Gagnier (1895–1952), Clarinetist și dirijor
- Claire Gagnier (n. 1924), solist
- Ève Gagnier (1930–1984), solist și actor
- Gérald Gagnier (1926–1961), compozitor și Trompeter
- Guillaume Gagnier (1890–1962), Hornist și Kontrabasist
- Jean-Josaphat Gagnier (1885–1949), dirijor și compozitor
- Lucien Gagnier (1900–1956), flotist
- Réal Gagnier (1905–1984), oboist și muzician
- René Gagnier (1892–1951), compozitor, dirijor și vilonist
- Roland Gagnier (1905–1975), fagotist și muzician
- Émilie Gamelin (1800–1851), Ordensgrünin
- Arturo Gatti (1972–2009), pugilist profesionist italo-canadian
- Denis Gauthier (n. 1976), jucător de hochei
- Claude Gauvreau (1925–1971), scriitor
- Hal Gaylor (n. 1929), muzician
- Bernie Geoffrion (1931–2006), jucător de hochei
- Jean-Sébastien Giguère (n. 1977), jucător de hochei
- Kenneth Gilbert (n. 1931), țambalist
- Rod Gilbert (n. 1941), jucător de hochei
- Jessalyn Gilsig (n. 1971), actor
- Joseph Giunta (1911–2001), pictor
- Horace L. Gold (1914–1996), autor
- Jessica Goldapple (n. 1979), actor
- Jack Goldstein (1945–2003), Konzept- și Performanceartist
- Michel Gonneville (n. 1950), compozitor
- Anna Goodman (n. 1986), schior
- Mildred Goodman (n. 1922), vilonist
- Brian Goodwin (n. 1931), Mathematiker și biolog
- Phil Goyette (n. 1933), jucător de hochei
- Heward Grafftey (1928–2010), politician
- William Graham (n. 1939), politician
- Jean-Luc Grand-Pierre (n. 1977), jucător de hochei
- Benoît Gratton (n. 1976), jucător de hochei
- Jill Greenberg (n. 1967), fotograf
- Richard Grégoire (n. 1944), compozitor
- Macha Grenon (n. 1968), actor
- Marc-André Grondin (n. 1984), actor
- Philip Guston (1913–1980), pictor

## H
- Dayle Haddon (n. 1949), actor
- Marc-André Hamelin (n. 1961), pianist și compozitor
- Sidney Harman (n. 1918), om de afaceri
- Sabrina Ward Harrison (n. 1975), artist
- Corey Hart (n. 1962), Pop muzician
- Doug Harvey (1924–1989), jucător de hochei
- John Hawkins (1944–2007), compozitor și pianist
- Jayne Heitmeyer (n. 1960), actor
- Prudence Heward (1896–1947), pictor
- Joanne Hewson (n. 1930), actor
- Charlie Hodge (n. 1933), jucător de hochei
- George Hodgson (1893–1983), înotător
- Nancy Holland (n. 1942), schior
- Doug Honegger (n. 1968), jucător de hochei
- Barclay Hope (n. 1958), actor
- William Hope (n. 1955), actor
- Camillien Houde (1889–1958), politician
- Patrick Huard (n. 1969), actor
- Félix Hubert d’Hérelle (1873–1949), biolog
- Ross Hull (n. 1975), actor
- Stephen Hymer (1934–1974), om de știință

## J
- Jean-François Jacques (n. 1985), jucător de hochei
- David L. Jacobs (n. 1933), schior
- Erik Jayme (n. 1934), jurist
- John L. Jolley (1840–1926), politician
- Oliver Jones (n. 1934), pianist
- Robert Joy (n. 1951), actor

## K
- Alvin Karpis (1907–1979), criminal
- Linda Kash (n. 1967), actor
- Steve Kasper (n. 1961), jucător de hochei
- Elza Kephart (n. 1976), regizor
- Andy Kim (n. 1946), cântăreț și compozitor
- Franklin Kiermyer (n. 1956), Jazz-baterist
- Peter Kirby (n. 1931), sportiv
- Marc Kissóczy (n. 1961), dirijor
- Naomi Klein (n. 1970), scriitor
- Elias Koteas (n. 1961), actor
- Benjamin Kowalewicz (n. 1975), cântăreț
- Mike Krushelnyski (n. 1960), jucător de hochei

## L
- Sarah-Jeanne Labrosse (n. 1991), actor
- Josée Lacasse (n. 1963), schior
- Laurence Laing (n. 1948), baterist
- Jon Lajoie (n. 1980), parodist
- Alain Lalonde (n. 1951), compozitor
- Eric Lamaze (n. 1968), sportiv de călărie
- Antonio Lamer (1933–2007), judecător
- Alfred Lamoureux (1876–1954), compozitor și muzician
- Guy Lapointe (n. 1948), jucător de hochei
- Martin Lapointe (n. 1973), jucător de hochei
- Benoît Laporte (n. 1960), jucător de hochei
- Sébastien Lareau (n. 1973), jucător de tenis
- Charlotte Laurier (n. 1966), actor
- Jean-Claude Lauzon (1953–1997), regizor
- Émery Lavigne (1859–1902), pianist, organist și muzician
- Ernest Lavigne (1851–1909), compozitor și editor
- Dominic Lavoie (n. 1967), jucător de hochei
- Jack Layton (n. 1950), politician
- Laurence Leboeuf (n. 1985), actor
- Vincent Lecavalier (n. 1980), jucător de hochei
- Dan Lee (1969–2005), desenator anime
- Marie-Thérèse Lefebvre (n. 1942), muzician
- Patrice Lefebvre (n. 1967), jucător de hochei
- Rachelle Lefèvre (n. 1979), actor
- Mario Lemieux (n. 1965), jucător de hochei
- Pierre Le Moyne d’Iberville (1661–1706), Grün Louisiana
- Vanessa Lengies (n. 1985), actor
- Marilyn Lerner (n. 1957), muzician
- Francis Lessard (n. 1979), jucător de hochei
- Arthur Letondal (1869–1956), organist și compozitor
- David H. Levy (n. 1948), astronom
- William Edmond Logan (1798–1875), geolog
- George London (1920–1985), cântăreț de operă
- Michel Longtin (n. 1946), compozitor
- Daniel Louis (n. 1953), producător de film
- Éric Lucas (n. 1971), boxer
- Roberto Luongo (n. 1979), jucător de hochei
- Mark Lutz (n. 1970), actor
- John Lynch-Staunton (n. 1930), politician

## M
- Galt Macmot (n. 1928), compozitor
- Jonathan Mann (n. 1960), jurnalist
- Rudolph Arthur Marcus (n. 1923), chimist
- Frank Marino (n. 1954), Rock muzician
- Marjo (n. 1953), Rock cântăreț și compozitor
- Louise Marleau (n. 1944), actor
- Lucien Martin (1908–1950), vilonist și dirijor
- Rick Martin (n. 1951), jucător de hochei
- André Mathieu (1929–1968), pianist și compozitor
- Melissa Auf Maur (n. 1972), Rock.muzician
- William Sutherland Maxwell (1874–1952), Bahai
- Kate McGarrigle (1946–2010), cântăreț
- Ian McIntyre (n. 1974), jucător de hochei
- Colin McPhee (1900–1964), compozitor
- Scott Mellanby (n. 1966), jucător de hochei
- Réal Ménard (n. 1962), politician
- Efrim Menuck (n. 1970), muzician și cântăreț
- Monique Mercure (n. 1930), actor
- Pierre Mercure (1927–1966), compozitor și Fernsehproduzent
- François Méthot (n. 1978), jucător de hochei
- Pierre Mignot (n. 1944), fotograf
- Frank Mills (n. 1942), pianist
- Guido Molinari (1933–2004), pictor și grafician
- Sergio Momesso (n. 1965), jucător de hochei
- Émilie Mondor (1981–2006), atlet
- Richard Monette (1944–2008), actor și regizor
- Erik Mongrain (n. 1980), ghtarist și compozitor
- Jim Montgomery (n. 1969), jucător de hochei
- Dickie Moore (n. 1931), jucător de hochei
- François Morel (n. 1926), compozitor și dirijor
- Albertine Morin-Labrecque (1886–1957), compozitor și pianist
- Stéphane Morin (1969–1998), jucător de hochei
- Dorothy Morton (n. 1927), pianist și muzician
- Jean-Paul Mousseau (1927–1991), pictor și sculptor

## N
- Jeremy Narby (n. 1959), antroplog
- Alain Nasreddine (n. 1975), jucător de hochei
- Fernand Nault (1920–2006), dansator și coreograf
- Yannick Nézet-Séguin (n. 1975), dirijor
- Stephanie Nolen (n. 1971), jurnalist și autor
- Aldo Nova (n. 1956), muzician, cântăreț și Produzent
- Walter Nudo (n. 1970), actor
- Cristian Nuñez (n. 1988), fotbalist

## O
- Buddy O’Connor (1916–1977), jucător de hochei
- Maryse Ouellet (n. 1983), wrestler

## P
- Jean Papineau-Couture (1916–2000), compozitor
- Bernie Parent (n. 1945), jucător de hochei
- Mimi Parent (1924–2005), artist
- Richard Parent (n. 1973), jucător de hochei
- Jessica Paré (n. 1982), actriță canadiană
- Jacques Parizeau (n. 1930), politician și econom
- Pat Patterson (n. 1941), wrestler
- Julie Payette (n. 1963), astronaut
- Frédéric Pelletier (1870–1944), critic de muzică și compozitor
- Romain Pelletier (1875–1953), organist și compozitor
- Romain-Octave Pelletier (1843–1927), organist și compozitor
- Wilfrid Pelletier (1896–1982), dirijor și pianist
- Missy Peregrym (n. 1982), actor
- Michel Périard (n. 1979), jucător de hochei
- Oscar Peterson (1925–2007), pianist
- Joseph Piché (1908–1989), organist și compozitor
- Mary Pierce (n. 1975), jucător de tenis
- Steven Pinker (n. 1954), psiholog
- Michel Plasse (1949–2006), jucător de hochei
- Robert Polidori (n. 1951), fotograf și jurnalist
- Steve Potvin (n. 1974), jucător de hochei
- Kevin Poulin (n. 1990), jucător de hochei
- Jean-François Pouliot (n. 1957), regizor
- Max Power, baterist Punkrock-Band Montreal
- Danielle Proulx (n. 1952), actor
- Émile Proulx-Cloutier (n. 1983), actor și regizor
- Claude Provost (1933–1984), jucător de hochei
- Brad Purdie (n. 1972), jucător de hochei

## Q
- Jean-Guihen Queyras (n. 1967), celist

## R
- Nachum L. Rabinovitch (n. 1928), teolog
- Marina Radu (n. 1984), jucătoare de polo pe apă
- Martin Raff (n. 1938), neurolog
- Jade Raymond (n. 1974), programator
- William Reed (1859–1945), organist și compozitor
- Hubert Reeves (n. 1932), astrofizician și Sachbuchautor
- Peter Reid (n. 1969), triatlet
- Jason Reitman (n. 1977), regizor și Drehbuchautor
- Caroline Rhea (n. 1964), parodist, actor
- Mike Ribeiro (n. 1980), jucător de hochei
- Henri Richard (n. 1936), jucător de hochei
- Maurice Richard (1921–2000), jucător de hochei
- Mordecai Richler (1931–2001), scriitor
- Thibaudeau Rinfret (1879–1962), judecător
- Jean-Paul Riopelle (1923–2002), pictor și sculptor
- Luc Robitaille (n. 1966), jucător de hochei
- Mark Robson (1913–1978), regizor
- Joannie Rochette (n. 1986), patinator
- Dorothea Rockburne (n. 1932), pictor
- David G. Roskies (n. 1948), literat
- Don Ross (n. 1960), compozitor și gitarist
- Bobby Rousseau (n. 1940), jucător de hochei
- Lara Roxx (n. 1983), actor porno
- Tim Rozon (n. 1976), actor
- Greg Rusedski (n. 1973), Tennisspieler

## S
- Hector de Saint-Denys Garneau (1912–1943), poet și eseist
- Bruno St Jacques (n. 1980), jucător de hochei
- Bob Sauvé (n. 1955), jucător de hochei
- Serge Savard (n. 1946), jucător de hochei
- Michele Scarabelli (n. 1955), actor
- August Schellenberg (n. 1936), actor
- Milton Sealey (n. 1928), pianist
- Ryan Semple (n. 1982), schior
- Richard Sevigny (n. 1957), jucător de hochei
- William Shatner (n. 1931), actor, cântăreț și autor
- Norma Shearer (1902–1983), actor
- Madeleine Sherwood (1922–2016), actor
- Lucien Sicotte (1902–1943), vilonist și muzician
- Robert Silverman (n. 1938), pianist și muzician
- Geneviève Simard (n. 1980), schior
- Erin Simms (n. 1976), actor
- Jacob Siskind (1928–2010), critic de muzică
- Pierre-Luc Sleigher (n. 1982), jucător de hochei
- Gino Soccio (n. 1955), Disco
- Kevin Spraggett (n. 1954), șahist
- Ethel Stark (1910 – 2012), dirijor și violonist;
- Ralph Steinman (1942 - 2011), biolog, laureat Nobel pentru Medicină;
- Donald Steven (n. 1945), compozitor;
- Ian Stevenson (1918–2007), organist
- Alexandra Stewart (n. 1939), actor
- Nels Stewart (1902–1957), jucător de hochei
- Hilda Strike (1910–1989), atlet
- Campbell Stuart (1885–1972), editor
- Françoise Sullivan (n. 1925), artist

## T
- Alex Tagliani (n. 1972), pilot automobilist
- Michel Therrien (n. 1963), jucător de hochei
- Jocelyn Thibault (n. 1975), jucător de hochei
- Harold Wolferstan Thomas (1875–1931), medic
- Jacob Tierney (n. 1979), actor
- Lionel Tiger (n. 1937), antroplog
- Magali Tisseyre (n. 1981), triatlet
- François Tousignant (n. 1955), compozitor și critic de muzică
- Patrick Traverse (n. 1974), jucător de hochei
- Amédée Tremblay (1876–1949), organist și compozitor
- Gérard Tremblay (1918–2019), episcop
- Michel Tremblay (n. 1942), scriitor
- Pierre Trochu (n. 1953), compozitor
- Pierre Trudeau (1919–2000), politician
- Yanic Truesdale (n. 1970), actor
- Nadia Turbide (n. 1945), muzician
- Jean-Claude Turcotte (n. 1936), arhiepiscop și cardinal
- Ian Turnbull (n. 1953), jucător de hochei
- Robert Turner (n. 1920), compozitor și muzician

## V
- Elizabeth Anka Vajagic, cântăreț și ghtaristin
- Jean-Marc Vallée (n. 1963), regizor și actor
- Jean Vallerand (1915–1994), compozitor și dirijor
- Gino Vannelli (n. 1952), cântăreț și poet
- Joanne Vannicola (n. 1968), actor
- Jean-Marie-Rodrigue Villeneuve (1883–1947), arhiepiscop și cardinal
- Jacob Viner (1892–1970), econom
- Claude Vivier (1948–1983), compozitor
- Marc-Édouard Vlasic (n. 1987), jucător de hochei

## W
- Andrew Walker (n. 1979), actor
- David Walsh (1945–1998), om de afaceri im materie primă- și minerit-
- John Warren (n. 1938), muzician
- Samuel Prowse Warren (1841–1915), organist și compozitor
- Joe Wei (n. 1922), sportiv
- Lucille Wheeler (n. 1935), schior
- Mark Wise (n. 1953), fizician
- Joseph Wiseman (1918–2009), actor
- Gump Worsley (1929–2007), jucător de hochei
- Aleksandra Wozniak (n. 1987), jucător de tenis
- Rhona Wurtele (1922–2020), schior

## Y
- Nikki Yanofsky (n. 1994), cântăreț
- Ross Yates (n. 1959), jucător de hochei
- Matthew Yeats (n. 1979), jucător de hochei
- Dov Yosef (1899–1980), politician

## Z
- Kathryn Zenna (n. 1971), actor
- Rafal Zielinski (n. 1957), regizor